# Ivica Dačić
Ivica Dačić (en serbe latin, en serbe cyrillique : Ивица Дачић, /îʋitsa dâtʃitɕ/) né le 1er janvier 1966 à Prizren, est un homme d'État serbe.
Il dirige le Parti socialiste de Serbie depuis 2006. En 2008, il est élu ministre de l'Intérieur et vice-président du gouvernement. En juillet 2012, il est nommé président du gouvernement et entre en fonctions le 27 du même mois, tout en gardant la fonction de ministre des Affaires intérieures, jusqu'au 27 avril 2014 où il cède sa place à Aleksandar Vučić ; il devient premier vice-président du gouvernement avec le portefeuille des Affaires étrangères.

## Biographie

### Débuts (1990-2003)
Né à Prizren, Ivica Dačić effectue ses études primaires à Žitorađa puis ses études secondaires à Niš. Il étudie ensuite à la faculté de sciences politiques de l'université de Belgrade, d'où il sort avec un diplôme en journalisme en 1989,.
À l'université, Dačić est membre de l'Association des communistes et, en 1990, il devient le premier président des Jeunesses socialistes de Belgrade. En 1991, il entre au Parti socialiste de Serbie (SPS), fondé en 1990 par Slobodan Milošević en s'appuyant sur la Ligue des communistes de Yougoslavie ; Dačić est le porte-parole du SPS de 1992 à 2000,. Pendant cette période, il remplit parallèlement diverses fonctions ; en 1992, il devient membre du comité central du SPS et il est élu député à la Chambre des citoyens de l'Assemblée de la république fédérale de Yougoslavie, statut qu'il conservera au temps de la Serbie-et-Monténégro jusqu'en 2004. 
En octobre 2000, après la révolution des bulldozers qui met un terme au pouvoir de Milošević, Ivica Dačić est co-ministre de l'Information dans le « gouvernement de transition » de Milomir Minić (en), un membre du SPS et un proche de Milošević ; en plus du SPS, le gouvernement est constitué de représentants de l'Opposition démocratique de Serbie (DOS) et du Mouvement serbe du renouveau (SPO) ; Dačić remplit cette fonction jusqu'en janvier 2001,.
De 2000 à 2003, il est président du Comité municipal du SPS pour la ville de Belgrade et, en 2003, il est élu président du comité central du parti,.

### Dans l'opposition (2003-2008)
Pour les élections législatives du 28 décembre 2003, Slobodan Milošević, le président du Parti socialiste de Serbie, est emprisonné à La Haye en attente de son jugement pour crimes de guerre, crimes contre l'humanité et génocide devant le Tribunal pénal international pour l'ex-Yougoslavie (TPIY). Ivica Dačić conduit à sa place la liste du parti, qui remporte 7,72 % des suffrages et obtient 22 sièges à l'Assemblée nationale de Serbie. Il est alors élu député et devient président du groupe parlementaire du SPS.
Lors de l'élection présidentielle du 13 juin 2004, toujours en l'absence de Milošević, Dačić se présente comme candidat pour le SPS. À l'issue du premier tour, il termine en cinquième position, avec 125 952 voix, soit 4,04 % des suffrages, tandis que Boris Tadić, du Parti démocratique (DS), devient président de la République.
La mort de Slobodan Milošević, survenue en 2006, laisse vacante la présidence du Parti socialiste. Ivica Dačić le remplace alors à tête du parti.
Aux élections législatives du 21 janvier 2007, Dačić, devenu président du SPS, figure en 1re position sur la liste du parti ; sa liste remporte 5,64 % des suffrages et obtient ainsi 16 sièges à l'Assemblée ; Dačić est réélu député.

### Au gouvernement (depuis 2008)

#### Avec le président Tadić (2008-2012)

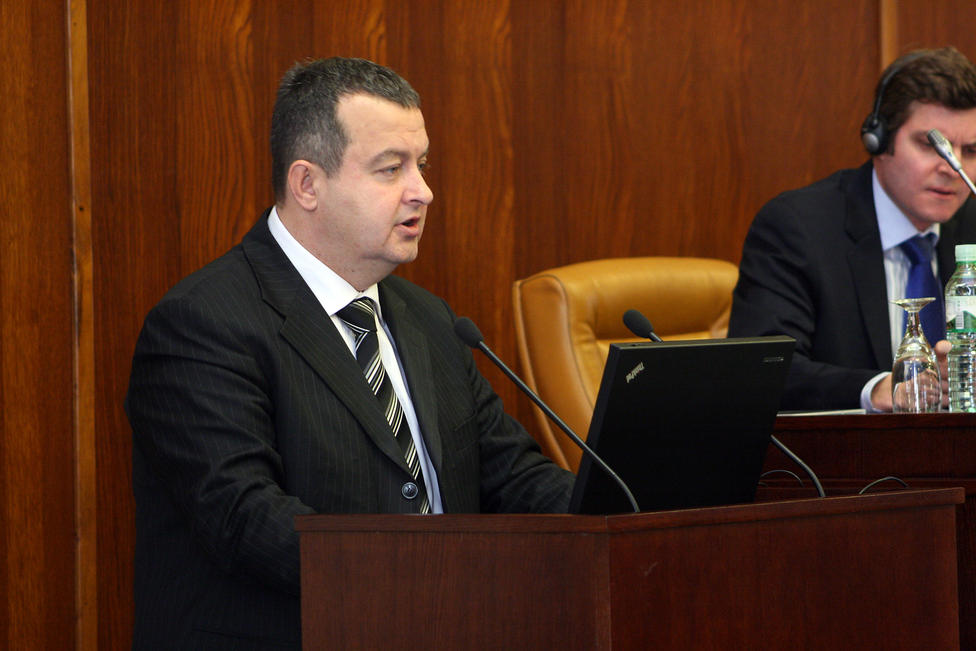
Ivica Dačić en 2011.

Boris Tadić est réélu président de la République le 20 janvier 2008 mais la Serbie traverse une crise provoquée par la déclaration unilatérale d'indépendance du Kosovo le 17 février 2008 ; le gouvernement Koštunica, issu des élections législatives de 2007 est mis en difficulté et le président choisit de dissoudre l'Assemblée et convoque des élections législatives anticipées pour le mois de mai.
Dans ce contexte politiquement difficile, Ivica Dačić constitue et conduit une alliance électorale entre le Parti socialiste de Serbie, le Parti des retraités unis de Serbie (PUPS) et Nouvelle Serbie (JS) ; la liste commune obtient 7,58 % des suffrages et envoie 20 députés à l'Assemblée, dont Dačić. Après ces élections, Dačić est sollicité d'un côté pour entrer dans une coalition avec le Parti démocratique de Serbie (DSS) de Koštunica et le Parti radical serbe (SRS) et d'un autre côté par le Parti démocratique (DS). Dačić fait alors le choix de Tadić, peut-être pour « devenir un parti de gauche européen respectable ». Le 7 juillet 2008, il est élu premier vice-président et ministre de l'Intérieur dans le premier gouvernement de Mirko Cvetković. Il est reconduit dans cette double fonction dans le second gouvernement Cvetković, élu le 14 mars 2011. L'un de ses conseillers les plus proches est Ivica Tončev.

#### Avec le président Nikolić (2012-2017)
Le 5 avril 2012, le président Tadić démissionne ; de nouvelles élections générales sont prévues pour le 6 mai. Une nouvelle fois Dačić se présente en tant que candidat du Parti socialiste à l'élection présidentielle, avec l'appui du PUPS et de NS. Il arrive en 3e position, obtenant 556 013 voix, soit 14,23 % des suffrages. Les élections législatives, dont la liste est conduite par Dačić, confirment ce succès relatif ; la liste obtient 14,51 % des voix et 44 députés à l'Assemblée nationale. Le second tour de l'élection présidentielle voit la victoire de Tomislav Nikolić, alors président du Parti progressiste serbe (SNS), parti issu d'une scission avec le Parti radical serbe (SRS) ; le président est considéré comme un « nationaliste ».
À la suite de ces élections, Dačić est approché par Nikolić pour participer à un gouvernement avec le SNS. Après des semaines de négociation, le Parti socialiste de Serbie renonce à son alliance avec le Parti démocratique,. Le 28 juin 2012, Dačić reçoit un mandat pour devenir président du gouvernement,. Il est élu à cette fonction par l'Assemblée le 27 juillet.

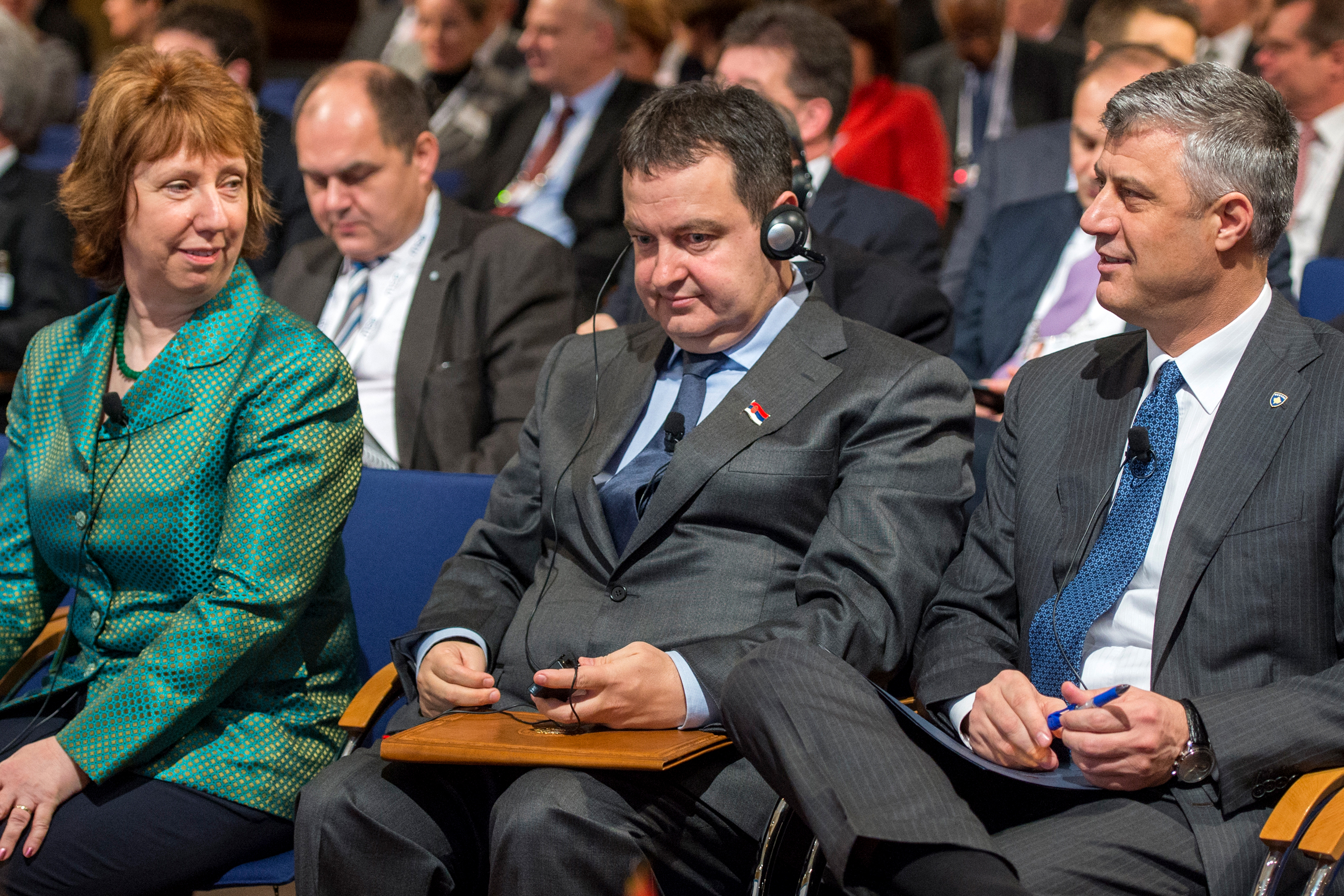
Ivica Dačić (au centre) avec Catherine Ashton et Hashim Thaçi, Pristina, février 2014.

Outre le SPS et le SNS, la coalition gouvernementale compte d'autres partis comme Régions unies de Serbie (URS) de Mlađan Dinkić, qui devient ministre des Finances et de l'Économie. À partir d'avril 2013, les relations entre Dačić et Dinkić s'enveniment au point que, au mois d'août, Dačić, en accord avec le président Nikolić, exclut l'URS du gouvernement et il forme un gouvernement remanié qui est élu par l'Assemblée le 2 septembre. L'un des hommes forts de cette période Dačić est Aleksandar Vučić, le président du Parti progressiste serbe, qui est désigné par deux fois comme vice-président du gouvernement. La situation économique de la Serbie est difficile mais les sondages restent favorables au Parti progressiste, notamment en raison de l'ouverture des négociations pour l'adhésion de la Serbie à l'Union européenne et à la suite de succès dans la lutte contre la corruption,. Dans ce contexte, Aleksandar Vučić en appelle à des élections législatives anticipées susceptibles d'asseoir la légitimité politique de son parti,. Dačić donne son accord pour ces élections anticipées et, le 29 janvier 2014, le président Nikolić dissout l'Assemblée et convoque des élections législatives anticipées pour le 16 mars,.
Pendant la campagne, Ivica Dačić conduit la liste d'alliance entre le Parti socialiste de Serbie, le Parti des retraités unis de Serbie et Serbie unie, qui remporte 13,49 % des suffrages et obtient 44 à l'Assemblée nationale. Parallèlement, le Parti progressiste serbe, avec 158 députés sur 250, remporte un succès considérable. Aleksandar Vučić remplace Dačić dans la fonction de premier premier et son gouvernement est élu par l'Assemblée le 27 avril 2014. Le SPS continue néanmoins à participer à la coalition gouvernementale et Dačić lui-même est élu comme premier vice-président de ce nouveau gouvernement, chargé des Affaires étrangères,,.

#### Avec le président Vučić (depuis 2017)
Le 31 mai 2017, il succède par intérim, au président du gouvernement Aleksandar Vučić, devenu président de la République. Ana Brnabić lui succède le 29 juin et Dačić retrouve son poste de premier vice-président du gouvernement.
Il est élu président de l'Assemblée nationale le 22 octobre 2020 et le demeure jusqu'au 2 août 2022. Le 26 octobre suivant, il réintègre le gouvernement comme premier vice-Premier ministre et ministre des Affaires étrangères. À ce titre, il exerce une nouvelle fois la direction du gouvernement par intérim à partir du 20 mars 2024, après le départ d'Ana Brnabić, élue présidente de l'Assemblée nationale.

## Prises de position

### Kosovo
En 2008, en réaction à la déclaration d'indépendance du Kosovo, Dačić lance un appel pour que soient interdits tous les partis politiques et toutes les organisations non-gouvernementales de Serbie qui reconnaîtraient l'indépendance du Kosovo. Il a particulièrement mis en cause Nataša Kandić, qui dirige une ONG dans le pays.
En 2011, il exprime l'opinion que les habitants du Kosovo et les Serbes « n'ont plus besoin de contes de fées de vie multi-ethnique » et avance l'idée que la partition (du Kosovo) entre la Serbie et l'Albanie est la seule solution réaliste aux problèmes existants. Il ajoute que, si l'entité serbe de Bosnie décidait d'un référendum pour faire sécession de la Bosnie, elle ne voudrait pas devenir un État indépendant mais se joindre à la Serbie car il s'agit du même peuple.

## Vie personnelle
Ivica Dačić est marié et père de deux enfants. Il parle anglais et russe.
Depuis 2010, après ses mesures contre le crime organisé, il vit sous une protection policière renforcée, la mafia serbe ayant menacé d'enlever son fils et sa fille.